# Dzierżoniów Dworzec Mały
Dzierżoniów Dworzec Mały – nieczynna stacja kolejowa w Dzierżoniowie; w województwie dolnośląskim, w Polsce. Znajdował się na niej 1 peron.